# 温泉宿
温泉宿（おんせんやど）は、温泉入浴を目的とする宿である。一般的に風呂に温泉を引いている宿泊施設を指すと認識されているが、必ずしも宿泊施設内に温泉入浴施設が併設されているとは限らない。

## 概要
湯治の文化などにより温泉地には古くから宿は多く存在した。しかしながら江戸時代までは、一軒宿を除いては宿独自に内湯は持たずに外湯である共同浴場へ通う形が大半で、あくまでも温浴施設の周辺にある宿であった。明治時代には人力のみで500m以上の掘削が可能である「上総掘り」による源泉の掘削「湯突き」が盛んになると温泉給湯インフラの整備などが整い、元々は外湯に通う形態であった鉄輪温泉、別府温泉などの湯治場では内湯を持つ宿が増加して大きな温泉街を形成するようになった。
しかし、別府、箱根、草津など湯量豊富な一部温泉地を除き、全国の温泉地の宿が内湯浴場を持つに至るのは、高度成長期の昭和40年代以降である。しかも、多くの宿の内湯大浴場では温泉ではなく白湯（井戸水または水道水）を利用し、温泉（地の）宿の内湯大浴場の大半が事実上の温泉利用となったのは、比較的最近といえる。また平成の現代でも、俵山温泉（山口県）や足温泉（岡山県）など、温泉は外湯で入浴するスタイルを固持し、宿の大半が温泉浴場をもたない「元来の湯治場然とした温泉地」が今なお存在する。
今日では、観光目的の旅行において、宿に温泉があることが求められる場合が多い。そのため、既存の観光地でも宿泊客に温泉を提供するために源泉を開発するケースが増えている。つまり、従来温泉が存在しなかった地域においても、ボーリング技術によって地下1000m以上掘削して源泉を開発し、新しい温泉地が数多く誕生している。そのため単なる観光旅館、あるいは料亭旅館、釣り宿などから「変身」した温泉宿も多い。